# 北京柴胡
北京柴胡（学名：Bupleurum chinense f. pekinense）为伞形科柴胡属北柴胡下的一个变型。分布在中国大陆的山西、陕西、河北、北京等地，生长于海拔560米至1,550米的地区，常生于山坡草地，目前尚未由人工引种栽培。

## 扩展阅读
- 維基物種上的相關：北京柴胡